# Arthog

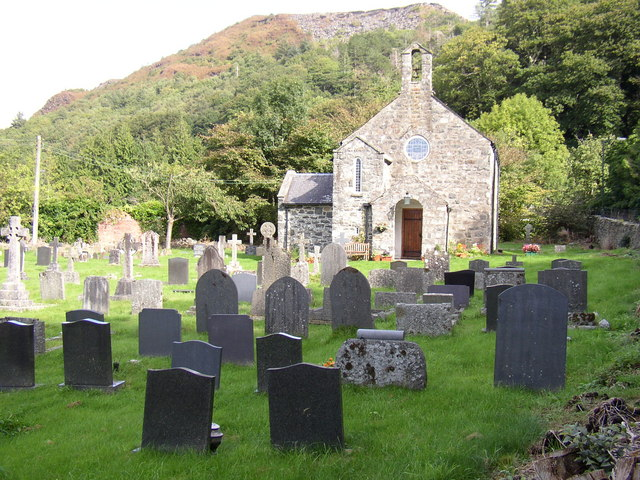
Arthog: la chiesa di Santa Caterina

Arthog è un villaggio con status di comunità (community) della costa nord-occidentale del Galles, facente parte della contea di Gwynedd (contea tradizionale: Merionethshire) e situato lungo il corso l'estuario sulla baia di Barmouth del fiume Mawddach. Conta una popolazione di circa 1.000 abitanti.

## Geografia fisica
Arthog si trova nella parte sud-occidentale dell'ex-contea del Merionethshire (parte sud-occidentale della contea di Gwynedd): il villaggio è situato a 3 miglia dalla località costiera di Fairbourne e a 7 miglia da Dolgellau.

## Monumenti e luoghi d'interesse

### Architetture religiose

#### Chiesa di Santa Caterina
Tra i principali edifici storici di Arthog, figura la chiesa di Santa Caterina, risalente al 1808.:

## Società

### Evoluzione demografica
Al censimento del 2011, la community di Arthog contava una popolazione pari a 1.031 abitanti, di cui 504 erano donne e 527 erano uomini.
Arthog ha quindi conosciuto un incremento demografico rispetto al 2001, quando contava 1.010 abitanti (di cui 521 erano donne e 489 erano uomini).